# 北京路街道 (金昌市)
北京路街道，是中华人民共和国甘肃省金昌市金川区下辖的一个乡镇级行政单位。

## 行政区划
北京路街道下辖以下地区：
金冶里社区和龙门里社区。